# Max Neuburger
Max Neuburger (Vienna, 8 dicembre 1868 – Vienna, 15 marzo 1955) è stato un medico tedesco, specializzato nella storia della medicina.

## Biografia
Nel 1893 riceve il dottorato di medicina presso l'Università di Vienna, in seguito, intraprese un lavoro di formazione nella clinica di Rudolfspital, e ebbe come assistente il neurologo Moritz Benedikt presso l'Allgemeinen Poliklinik. Nel 1898 si qualificò come docente presso l'università di Vienna, con la supervisione di Theodor Puschmann, che lo spinse nella sua carriera. Nel 1917 divenne professore ordinario nel campo della storia della medicina.
A causa della persecuzione nazista, emigrò a Londra nel 1939, dove lavorò al Wellcome Historical Medical Museum. Nel 1948 si trasferì a Buffalo, New York, per vivere con suo figlio, e diversi anni dopo tornò a Vienna dove morì nel 1955.
Dal 1901, in collaborazione con Julius Leopold Pagel, produsse una revisione del libro di testo di Puschmann sulla storia della medicina. Pubblicò anche "Geschichte der Medizin", un'opera formata da due volumi sulla storia della medicina di epoca antica e medievale. Nel 1919, al Josephinum di Vienna, fondò un istituto di medicina (Institut für Geschichte der Medizin) con un'impressionante biblioteca e museo che negli anni successivi ebbe un gran successo.

## Opere
- Historische Entwicklung der experimentellen Gehirn- und Rückenmarksphysiologie vor Flourens, 1897; editato e tradotto in inglese da Edwin Clarke con il titolo "The historical development of experimental brain and spinal cord physiology before Flourens", 1981.
- Handbuch der Geschichte der Medizin, (autore originale Theodor Puschmann, redatto con Julius Leopold Pagel); 3 volumi, 1901–06.
- Abhandlungen zur Geschichte der Medicin (con Karl Sudhoff, Hugo Magnus), 1902.
- Schillers Beziehungen zur Medizin, 1905.
- Geschichte der Medizin (2 volumi, 1906–11); tradotto in inglese da Ernest Playfair e pubblicato come  "History of medicine" 1910–15.
- Die Medizin im Flavius Josephus, 1919.
- Hermann Nothnagel, Leben und Wirken eines deutschen Klinikers, 1922.[4]
- "British medicine and the Vienna school; contacts and parallels", 1943.
- "British and German Psychiatry in the Second Half of the Eighteenth and the Early Nineteenth Century", 1945.[5]